# Leif Nielsen
Leif Nielsen (Kopenhagen, 28 mei 1942) is een voormalig Deense voetbalkeeper. In 1966 werd hij verkozen tot Deens voetballer van het jaar. Nielsen speelde in Denemarken voor BK Frem. Vervolgens speelde hij in de North American Soccer League voor de Houston Stars en in Schotland speelde hij bij Greenock Morton FC.
Nielsen speelde achtentwintig interlands voor Denemarken. Hij speelde met het Deens voetbalelftal op het EK '64 in Spanje.